# Saucillo
Saucillo è una municipalità dello stato di Chihuahua, nel Messico settentrionale, il cui capoluogo è la località omonima.
Conta 32.325 abitanti (2010) e ha una estensione di 3.044,81 km². 
Il nome del paese si deve alla grande abbondanza di salici in zona.